# 府川源一郎
府川 源一郎（ふかわ げんいちろう、1948年 - ）は、日本の小学校国語科教員、国語教育学者。横浜国立大学名誉教授。退職後、日本体育大学教授。第38回日本児童文学学会学会賞特別賞受賞。

## 来歴
1948年（昭和23年）、東京都生まれ。1971年（昭和46年）、横浜国立大学教育学部小学校教育課程卒業。のちに同大学院教育学研究科修士課程を修了。1972年（昭和47年）より神奈川県川崎市の公立小学校教諭として普通学級および障害児学級（ことばの教室）を担任の後、1980年（昭和55年）より横浜国立大学教育人間科学部附属鎌倉小学校の教諭を務める。17年間の小学校教員生活ののち1987年（昭和62年）より横浜国立大学教育人間科学部に勤務、教授となり2014年（平成26年）3月末に定年退職、同年4月名誉教授。同年、日本体育大学教授、2022年（令和4年）退職。
日本文学協会、全国大学国語教育学会、日本国語教育学会、日本読書学会などに所属。2014年の『明治初等国語教科書と子ども読み物に関する研究 : リテラシー形成メディアの教育文化史』で第38回日本児童文学学会学会賞特別賞を受賞。研究資料として収集した明治期の教科書類など約3,000点は横浜国立大学附属図書館に「府川文庫」として、子ども読み物・副読本・おもちゃ絵類などは日本体育大学図書館に「府川源一郎文庫」として収められている。

## 著作リスト

### 著書
- 『文学教材の〈読み〉とその展開 : 教材研究から授業実践へ』 新光閣書店、1985.01.
- 『文学教材単元学習の新展開』 明治図書出版〈授業への挑戦〉、1986.09.
- 『消えた「最後の授業」 : 言葉・国家・教育』 大修館書店〈TaiShuKan国語教育ライブラリー〉、1992.07.
- 『「国語」教育の可能性 : ことばを通してことばを発見するために』 教育出版、1995.06.
- 『文学すること・教育すること : 文学体験の成立をめざして』 東洋館出版社〈シリーズ・国語教育新時代〉、1995.08.
- 『「稲むらの火」の文化史』 久山社〈日本児童文化史叢書〉、1999.01.
- 『「ごんぎつね」をめぐる謎 : 子ども・文学・教科書』 教育出版、2000.05.
- 『自分のことばをつくり出す国語教育』 東洋館出版社、2001.04.
- 『私たちのことばをつくり出す国語教育』 東洋館出版社、2009.08.
- 『明治初等国語教科書と子ども読み物に関する研究 : リテラシー形成メディアの教育文化史』 ひつじ書房、2014.02

### 編著
- 『読書を教室に : 〈読み〉の授業を変えよう』小学校編/中学校編、長編の会 共編著. 東洋館出版社、1995.08.
- 『過去と記憶の“リ・メイキング” : 学校時代の「事件」に出会いなおす方法』 編著. 太郎次郎社、1998.08.
- 『「本の世界」を広げよう 文化を生み出す国語教室』 高木まさき, 長編の会 共編著. 東洋館出版社、1998.05.
- 『合科的・総合的な学習のための 読書関連単元100のプラン集』 高木まさき, 長編の会 共編著. 東洋館出版社、1999.08.
- 『合科的・総合的な学習のための 読書関連単元33の実践とプラン』 高木まさき, 長編の会 共編著. 東洋館出版社、2001.07.
- 『心にひびく名作読みもの : 読んで、聞いて、声に出そう』1年-6年、佐藤宗子 共編. 教育出版、2004.03.
- 『認識力を育てる「書き換え」学習』小学校編/中学校・高校編、高木まさき, 長編の会 共編著. 東洋館出版社、2004.08.
- 『図解 すぐに身につく・学力が高まる小学校国語 学習スキル101の方法』 編著. 教育出版、2005.04.
- 『読解力up! 小学校全体で取り組む「読書活動」プラン』 編著. 明治図書出版、2007.12.